# NGC 3934
NGC 3934 est une petite galaxie spirale située dans la constellation du Lion. NGC 3934 a été découverte par l'astronome français Alphonse Louis Nicolas Borrelly en 1871.

## Caractéristiques
Sa vitesse par rapport au fond diffus cosmologique est de 4 113 ± 24 km/s, ce qui correspond à une distance de Hubble de 60,7 ± 4,3 Mpc (∼198 millions d'al).
NGC 3934 présente une large raie HI.

## Paire de galaxies
Selon E.L. Turner, les galaxies NGC 3933 et NGC 3934 forment une paire de galaxies rapprochées.